# Lybius
Lybius es un género de aves Piciformes perteneciente a la familia de los barbudos africanos (Lybiidae). Los miembros de este género se localizan en el África subsahariana.

## Especies
Contiene las siguientes especies:
- Barbudo etíope (Lybius undatus),
- Barbudo sangrante (Lybius vieilloti),
- Barbudo cabeciblanco (Lybius leucocephalus),
- Barbudo de Chaplin (Lybius chaplini),
- Barbudo carirrojo (Lybius rubrifacies),
- Barbudo guifsobalito (Lybius guifsobalito),
- Barbudo acollarado (Lybius torquatus),
- Barbudo de pechipardo (Lybius melanopterus),
- Barbudo frentirrojo occidental (Lybius minor),
- Barbudo frentirrojo oriental (Lybius macclounii),
- Barbudo bidentado (Lybius bidentatus),
- Barbudo pechirrojo (Lybius dubius),
- Barbudo pechinegro (Lybius rolleti).